# Voetbalelftal van Bosnië en Herzegovina in 2005
Het Bosnisch voetbalelftal speelde in totaal tien interlands in het jaar 2005, waaronder acht wedstrijden in de kwalificatiereeks voor de WK-eindronde 2006 in Duitsland. De ploeg stond voor het vierde opeenvolgende jaar onder leiding van Blaž Slišković. Op de in 1993 geïntroduceerde FIFA-wereldranglijst steeg Bosnië in 2005 van de 79ste (januari 2005) naar de 65ste plaats (december 2005).

## Balans
| Wedstrijden | Wedstrijden | Wedstrijden | Wedstrijden | Doelpunten | Doelpunten | Doelpunten | Punten |
| Gespeeld    | Winst       | Gelijk      | Verlies     | Voor       | Tegen      | Saldo      | Punten |
| ----------- | ----------- | ----------- | ----------- | ---------- | ---------- | ---------- | ------ |
| 10          | 4           | 2           | 4           | 12         | 11         | +1         | 1.000  |

## Interlands
|                                                                |                                |       |                 |                                                                                 |
| 2 februari Vriendschappelijk № 81 «onderlinge duels» 17:45 uur | Iran                           | 2 – 1 | Bosnië en Her.  | Azadi Stadion, Teheran Toeschouwers: 15.000 Scheidsrechter: Masoud Moradi (IRI) |
| 2 februari Vriendschappelijk № 81 «onderlinge duels» 17:45 uur | Ali Daei 47' Arash Borhani 75' |       | 71' Elvir Bolić | Azadi Stadion, Teheran Toeschouwers: 15.000 Scheidsrechter: Masoud Moradi (IRI) |

|                                                            |                                                                      |       |                |                                                                                             |
| 26 maart WK-kwalificatie № 82 «onderlinge duels» 20:15 uur | België                                                               | 4 – 1 | Bosnië en Her. | Koning Boudewijnstadion, Brussel Toeschouwers: 36.700 Scheidsrechter: Vladimír Hriňák (SVK) |
| 26 maart WK-kwalificatie № 82 «onderlinge duels» 20:15 uur | Émile Mpenza 15' Koen Daerden 44' Émile Mpenza 54' Thomas Buffel 77' |       | 1' Elvir Bolić | Koning Boudewijnstadion, Brussel Toeschouwers: 36.700 Scheidsrechter: Vladimír Hriňák (SVK) |

|                                                            |                        |       |                         |                                                                                   |
| 30 maart WK-kwalificatie № 83 «onderlinge duels» 20:00 uur | Bosnië en Herz.        | 1 – 1 | Litouwen                | Koševo Stadion, Sarajevo Toeschouwers: 6.000 Scheidsrechter: Yuriy Baskakov (RUS) |
| 30 maart WK-kwalificatie № 83 «onderlinge duels» 20:00 uur | Zvjezdan Misimović 21' |       | 60' Marius Stankevičius | Koševo Stadion, Sarajevo Toeschouwers: 6.000 Scheidsrechter: Yuriy Baskakov (RUS) |

|                                                          |                |       |                                                                   |                                                                                       |
| 4 juni WK-kwalificatie № 84 «onderlinge duels» 20:30 uur | San Marino     | 1 – 3 | Bosnië en Her.                                                    | Stadio Olimpico, Serravalle Toeschouwers: 1.000 Scheidsrechter: Bülent Demirlek (TUR) |
| 4 juni WK-kwalificatie № 84 «onderlinge duels» 20:30 uur | Andy Selva 40' |       | 17' Hasan Salihamidžić 39' Hasan Salihamidžić 75' Sergej Barbarez | Stadio Olimpico, Serravalle Toeschouwers: 1.000 Scheidsrechter: Bülent Demirlek (TUR) |

|                                                          |                     |       |                        |                                                                                     |
| 8 juni WK-kwalificatie № 85 «onderlinge duels» 22:00 uur | Spanje              | 1 – 1 | Bosnië en Her.         | Estadio Mestalla, Valencia Toeschouwers: 40.000 Scheidsrechter: Steve Bennett (ENG) |
| 8 juni WK-kwalificatie № 85 «onderlinge duels» 22:00 uur | Carlos Marchena 90' |       | 38' Zvjezdan Misimović | Estadio Mestalla, Valencia Toeschouwers: 40.000 Scheidsrechter: Steve Bennett (ENG) |

|                                                                 |                     |       |                |                                                                                     |
| 17 augustus Vriendschappelijk № 86 «onderlinge duels» 18:00 uur | Estland             | 1 – 0 | Bosnië en Her. | A. Le Coq Arena, Tallinn Toeschouwers: 4.000 Scheidsrechter: Peter Fröjdfeldt (SWE) |
| 17 augustus Vriendschappelijk № 86 «onderlinge duels» 18:00 uur | Kristen Viikmäe 35' |       |                | A. Le Coq Arena, Tallinn Toeschouwers: 4.000 Scheidsrechter: Peter Fröjdfeldt (SWE) |

|                                                               |                     |       |        |                                                                                      |
| 3 september WK-kwalificatie № 87 «onderlinge duels» 20:15 uur | Bosnië en Herz.     | 1 – 0 | België | Bilino Polje, Zenica Toeschouwers: 12.000 Scheidsrechter: Olegário Benquerença (POR) |
| 3 september WK-kwalificatie № 87 «onderlinge duels» 20:15 uur | Sergej Barbarez 62' |       |        | Bilino Polje, Zenica Toeschouwers: 12.000 Scheidsrechter: Olegário Benquerença (POR) |

|                                                               |          |                     |                |                                                                                   |
| 7 september WK-kwalificatie № 88 «onderlinge duels» 19:00 uur | Litouwen | 0 – 1               | Bosnië en Her. | Zalgiris Stadion, Vilnius Toeschouwers: 4.000 Scheidsrechter: Viktor Kassai (HUN) |
| 7 september WK-kwalificatie № 88 «onderlinge duels» 19:00 uur |          | 28' Sergej Barbarez |                | Zalgiris Stadion, Vilnius Toeschouwers: 4.000 Scheidsrechter: Viktor Kassai (HUN) |

|                                                             |                                                 |       |            |                                                                            |
| 8 oktober WK-kwalificatie № 89 «onderlinge duels» 20:00 uur | Bosnië en Herz.                                 | 3 – 0 | San Marino | Bilino Polje, Zenica Toeschouwers: 8.500 Scheidsrechter: Alain Hamer (LUX) |
| 8 oktober WK-kwalificatie № 89 «onderlinge duels» 20:00 uur | Elvir Bolić 48' Elvir Bolić 75' Elvir Bolić 85' |       |            | Bilino Polje, Zenica Toeschouwers: 8.500 Scheidsrechter: Alain Hamer (LUX) |

|                                                              |                  |       |                |                                                                                              |
| 12 oktober WK-kwalificatie № 90 «onderlinge duels» 20:30 uur | Servië en M.     | 1 – 0 | Bosnië en Her. | Stadion FK Crvena Zvezda, Belgrado Toeschouwers: 46.305 Scheidsrechter: Kyros Vassaras (GRE) |
| 12 oktober WK-kwalificatie № 90 «onderlinge duels» 20:30 uur | Mateja Kežman 7' |       |                | Stadion FK Crvena Zvezda, Belgrado Toeschouwers: 46.305 Scheidsrechter: Kyros Vassaras (GRE) |

## FIFA-wereldranglijst
| JAN | FEB | MAR | APR | MEI | JUN | JUL | AUG | SEP | OKT | NOV | DEC |
| --- | --- | --- | --- | --- | --- | --- | --- | --- | --- | --- | --- |
| 79  | 78  | 77  | 81  | 81  | 78  | 77  | 78  | 67  | 69  | 65  | 65  |

## Statistieken
| Kenan Hasagić       | 1980-02-01 | Gaziantepspor       | 7 | 0 | 0 | 16 | 0 |
| Almir Tolja         | 1974-10-25 | Saba Battery        | 3 | 0 | 0 |    |   |
| Goran Brašnić       | 1973-09-26 | Inter Zaprešić      | 0 | 1 | 0 |    |   |
| Verdediging         |            |                     |   |   |   |    |   |
| Emir Spahić         | 1980-08-18 | Torpedo Moskou      | 8 | 0 | 0 |    |   |
| Ninoslav Milenković | 1977-12-31 | Germinal Beerschot  | 7 | 2 | 0 |    |   |
| Branimir Bajić      | 1979-10-19 | Al-Wahda FC         | 6 | 0 | 0 |    |   |
| Džemal Berberović   | 1981-11-05 | Litex Lovech        | 6 | 0 | 0 |    |   |
| Vedin Musić         | 1973-03-11 | Torino FC           | 6 | 0 | 0 |    |   |
| Velimir Vidić       | 1979-04-12 | Zrinjski Mostar     | 4 | 1 | 0 |    |   |
| Saša Papac          | 1980-02-07 | Austria Wien        | 4 | 0 | 0 |    |   |
| Bulend Biščević     | 1975-03-10 | Zrinjski Mostar     | 0 | 1 | 0 |    |   |
| Ivan Medvid         | 1977-10-13 | NK Široki Brijeg    | 0 | 1 | 0 |    |   |
| Middenveld          |            |                     |   |   |   |    |   |
| Zlatan Bajramović   | 1979-08-12 | Schalke 04          | 8 | 0 | 0 |    |   |
| Ivica Grlić         | 1975-08-26 | MSV Duisburg        | 8 | 0 | 0 |    |   |
| Zvjezdan Misimović  | 1982-06-05 | VfL Bochum          | 4 | 5 | 2 |    |   |
| Mirsad Bešlija      | 1979-07-06 | Heart of Midlothian | 4 | 2 | 0 |    |   |
| Vladan Grujić       | 1981-05-17 | Litex Lovech        | 4 | 2 | 0 |    |   |
| Hasan Salihamidžić  | 1977-01-01 | Bayern München      | 4 | 0 | 2 |    |   |
| Sergej Jakirović    | 1976-12-23 | CSKA Sofia          | 2 | 2 | 0 |    |   |
| Dragan Blatnjak     | 1981-08-01 | Hajduk Split        | 1 | 0 | 0 |    |   |
| Mirko Hrgović       | 1979-02-05 | Hajduk Split        | 0 | 2 | 0 |    |   |
| Dušan Kerkez        | 1979-05-01 | HNK Rijeka          | 0 | 2 | 0 |    |   |
| Dario Damjanović    | 1981-07-23 | Hajduk Split        | 0 | 1 | 0 |    |   |
| Almir Gredić        | 1976-04-27 | FK Željezničar      | 0 | 1 | 0 |    |   |
| Senijad Ibričić     | 1985-09-26 | NK Zagreb           | 0 | 1 | 0 |    |   |
| Albin Pelak         | 1981-04-09 | FK Željezničar      | 0 | 1 | 0 |    |   |
| Zajko Zeba          | 1983-05-22 | NK Maribor          | 0 | 1 | 0 |    |   |
| Aanval              |            |                     |   |   |   |    |   |
| Sergej Barbarez     | 1971-09-17 | Hamburger SV        | 9 | 0 | 3 |    |   |
| Elvir Bolić         | 1971-10-10 | İstanbulspor        | 8 | 0 | 5 |    |   |
| Elvir Baljić        | 1974-07-08 | MKE Ankaragücü      | 3 | 0 | 0 |    |   |
| Mladen Bartolović   | 1977-04-10 | NK Zagreb           | 2 | 3 | 0 |    |   |
| Nedim Halilović     | 1979-07-01 | NK Varteks Varaždin | 1 | 4 | 0 |    |   |

N/FS BiH · A-internationals · Bondscoaches · Statistieken · Bosnisch vrouwenelftal · Bosnië U23 · Bosnië U21 · Bosnië U19 · Bosnië U18 · Bosnië U17 · Bosnië U16
1995 – 1999 ·
2000 – 2009 ·
2010 – 2019 ·
2020 − 2029
WK 2014
1995 · 
1996 · 
1997 · 
1998 · 
1999 · 
2000 · 
2001 · 
2002 · 
2003 · 
2004 · 
2005 · 
2006 · 
2007 · 
2008 · 
2009 · 
2010 · 
2011 · 
2012 · 
2013 · 
2014 · 
2015 · 
2016 · 
2017 · 
2018 ·
2019 ·
2020 ·
2021 ·
2022 ·
2023 ·
2024
Albanië ·
Algerije ·
Andorra ·
Argentinië ·
Armenië ·
Azerbeidzjan ·
Bahrein ·
Bangladesh ·
België ·
Brazilië · 
Bulgarije ·
Chili ·
China ·
Costa Rica ·
Cyprus ·
Denemarken ·
Duitsland ·
Egypte ·
Engeland ·
Estland ·
Faeröer ·
Finland ·
Frankrijk ·
Georgië ·
Ghana ·
Gibraltar ·
Griekenland ·
Hongarije ·
Ierland · 
IJsland ·
Indonesië ·
Iran ·
Israël ·
Italië ·
Ivoorkust ·
Japan ·
Joegoslavië · 
Jordanië ·
Kazachstan ·
Koeweit ·
Kroatië ·
Letland ·
Liechtenstein ·
Litouwen ·
Luxemburg ·
Maleisië ·
Malta ·
Mexico ·
Moldavië ·
Montenegro ·
Nederland ·
Nigeria ·
Noord-Ierland ·
Noord-Macedonië ·
Noorwegen ·
Oekraïne ·
Oezbekistan ·
Oman ·
Oostenrijk ·
Paraguay ·
Polen ·
Portugal ·
Qatar ·
Roemenië ·
San Marino ·
Schotland ·
Senegal ·
Servië en Montenegro ·
Slovenië ·
Slowakije ·
Spanje ·
Tsjechië ·
Tunesië · 
Turkije ·
Verenigde Staten · 
Vietnam ·
Wales ·
Wit-Rusland ·
Zimbabwe ·
Zuid-Korea ·
Zweden ·
Zwitserland
Argentinië (2014) ·
Iran (2014) ·
Nigeria (2014)